# Поки пройде осінній дощ
«Поки пройде осінній дощ» — радянський художній фільм 1985 року, знятий режисером Кетеваном Долідзе на кіностудії «Грузія-фільм».

## Сюжет
Салома була чудовим педагогом. Однак після народження дитини вона вирішила залишити роботу і повністю присвятити себе вихованню сина. Ішов час, і вона все більше розуміла неправильність свого рішення. Її занепокоєння та розпач з приводу безглуздої відмови від колись улюбленої роботи не хотіли помічати ні чоловік, ні син. Після тяжкої хвороби Саломе вмирає. Втративши найближчу людину, батько і син залишаються одні.

## У ролях
- Медея Джапарідзе — Саломе (дубляж Лариса Даниліна)
- Тенгіз Арчвадзе — Вахтанг (дубляж Володимир Дружников)
- Іраклій Чантурія — Гія (дубляж Борис Токарєв)
- Ніно Бурдулі — Нонна (дубляж Ольга Гаспарова)
- Нінель Чанкветадзе — Елісо (дубляж Марина Дюжева)
- Гіо Хуцішвілі — Каха (дубляж Олександр Рижков)
- Тамара Ціцішвілі — Олена (дубляж Тамара Сьоміна)
- Нана Мчедлідзе — Тамара (дубляж Світлана Коновалова)
- Кахі Кавсадзе — Гіві (дубляж Олег Мокшанцев)
- Яків Трипольський — Михайло (дубляж Костянтин Тиртов)
- Ліа Капанадзе — епізод
- Васо Рцхіладзе — епізод
- Омар Габелія — епізод
- Давид Сохадзе — епізод
- Бондо Гогінава — епізод
- Георгій Геловані — епізод
- Гіві Тохадзе — епізод

## Знімальна група
- Режисер — Кетеван Долідзе
- Сценарист — Лаша Табукашвілі
- Оператор — Михайло Медніков
- Композитори — Давид Торадзе, Гогі Члаїдзе
- Художник — Кахабер Хуцішвілі